# Alfonso Reyes, Mexiko
Alfonso Reyes är en ort i Mexiko.   Den ligger i kommunen Melchor Ocampo och delstaten Nuevo León, i den centrala delen av landet, 700 km norr om huvudstaden Mexico City. Alfonso Reyes ligger 281 meter över havet och antalet invånare är 118.
Terrängen runt Alfonso Reyes är platt, och sluttar österut. Runt Alfonso Reyes är det mycket glesbefolkat, med 7 invånare per kvadratkilometer. Närmaste större samhälle är Charco Redondo, 3,8 km öster om Alfonso Reyes. Trakten runt Alfonso Reyes består i huvudsak av gräsmarker.